# Hans Hass (Schauspieler)
Hans Hass (* 3. September 1946 in Salzburg; † 20. Juni 2009 in München), meist als Hans Hass jr. bezeichnet, war ein österreichischer Schauspieler und Schlagersänger.

## Leben und Werk
Er war der Sohn des Tauchpioniers Hans Hass und der Schauspielerin Hannelore Schroth.
Zwischen 1958 und 1963 besuchte Hass jr. das private Internat Louisenlund in der Nähe von Schleswig. Er brach die Schule nach der mittleren Reife ab und zog zu seiner Großmutter Käthe Haack nach Berlin. Neben einer kurzen Schauspielerausbildung beim Südfunk Stuttgart nahm er auch Tanz- und Gesangsunterricht.
Durch die Vermittlung von Heino Gaze erhielt Hass jr. einen Plattenvertrag bei Decca, und 1965 nahm Werner Müller mit ihm die erste Single auf. Mit dem Lied über die Englischlehrerin „Miss Tippletown“ gab Hass jr. seinen Einstand auf dem deutschen Schlagermarkt. Den ersten Fernsehauftritt mit „Miss Tippletown“ hat Hans Hass in der Sendung „Schaufenster Deutschland“.
Nach „Miss Tippletown“ folgten weitere Singles, die aber keine Verkaufserfolge wurden. Hans Hass jr. ging als Schauspieler mit dem Stück „Philomena Marturano“ auf Theater-Tournee. Daneben komponierte er die Musik für eine TV-Serie und schrieb für Lord Knud von der Band The Lords den Song „Love Is A Waiting Game“. Auch in diversen Fernseh-Shows war er mit von der Partie und hatte 1966 in Gisela Schlüters „Zwischenmahlzeit“ einen gemeinsamen Auftritt mit seiner Mutter Hannelore Schroth. Im Sommer 1967 spielte er im Theater des Westens in Berlin die Hauptrolle in der ersten Beat-Oper „Robinson 2000“.
Nachdem sein Plattenvertrag bei Decca ausgelaufen war, wechselte er zu dem Kleinlabel „Mondial“.
Hass jr. forcierte seine Filmkarriere. Atemlos vor Liebe, Der Hexentöter von Blackmoor, Liebling, sei nicht albern und Flug zur Hölle sind einige der Filme, in denen er 1970/71 vor der Kamera stand. Anfang der 1970er Jahre nahm er an einigen Tauchexpeditionen seines Vaters teil und ist in den dabei entstandenen Fernsehfilmen zu sehen. Zu einigen Filmen seines Vaters komponierte er die Filmmusik. Auch auf der Bühne war er präsent: In dem Stück „Neapolitanische Hochzeit“ spielte Hans Hass jr. gemeinsam mit seiner Mutter Hannelore und ihrem Bruder Carl Heinz Schroth.
1972 veröffentlichte er bei „Polydor“ die Single „Sentimental John“. Ein kommerzieller Erfolg wurde es jedoch nicht. Anders dagegen seine Cover-Version von „American Pie“: Hass jr. präsentierte den Song in der ZDF-Hitparade und wurde zwei Mal unter die ersten Fünf gewählt.
Nach mehreren erfolglosen Versuchen in der Schlagerbranche zog er sich Ende der 1970er Jahre schließlich ganz aus dem Showgeschäft zurück, verließ Deutschland und wohnte von nun an auf Ibiza.
Hass jr. orientierte sich hier neu und fand Interesse an Yoga, indischer Philosophie und transzendenter Musik. Er komponierte und spielte Musik im Stil des New Age und untersuchte die Möglichkeit, diese Musik zu Heilzwecken einzusetzen. In dieser Zeit hatte Hass jr. eine Reihe von Ambient-CDs bei AQUARIUS Int'l Music AIM (Vertrieb ZYX Music) produziert, Magic Ganja: Calming, Magic Ganja: Encouraging und Magic Mushroom: Strong, die seine erweiterten Bewusstseinszustände aus Drogenerfahrungen in Musik umsetzten. Sein Anliegen war es, diese Zustände ohne Drogen zu erreichen.
Ende der 1990er Jahre verlegte sich Hass jr. auf die Entwicklung neuer Produkte und Funsport-Konzepte und gründete in München die „Hans Hass Projektentwicklungsges.m.b.H.“. Eine seiner Ideen war ein automatischer Antrieb für Taucher, Aquaflying genannt. Er versuchte, seine Idee weltweit patentrechtlich schützen zu lassen (Offenlegungsschrift DE 199 51 779 A1). Seine letzte Idee betraf eine „Laserparcours-Installation für Funsport und Wellness“, die er in Zusammenarbeit mit der Multimediafirma LOBO electronic entwickelt hatte (Offenlegungsschrift DE 10 2004 007 222 A1). Die Vermarktung seiner Ideen wurde jedoch kein Erfolg.
Hans Hass litt schon längere Zeit an Depressionen und wurde am 28. Juni 2009 erhängt im Keller seines Münchner Wohnhauses aufgefunden.

## Diskografie
Singles (Titel Vorderseite / Titel Rückseite)
- Glück in der Liebe / Hibbedi-hibbedi-hey-hey-hey (Decca Nr. 19.737, 1965)
- Miss Tippletown / Ein Weekend mit Dir, my Darling (Decca Nr. 19.671, 1965)
- So ein kleines bißchen Liebe / Angela (Decca Nr. 19.798, 1966)
- Liebe und Tränen / Das Wunder der Liebe (Decca Nr. 19.839, 1966)
- Ich hab sie gesehen / Ich geh den Strand entlang (Mondial Nr. 20.001, 1967)
- Jacqueline / Frühling im September (Mondial Nr. 20.005, 1967)
- Lieb’ mich / Lady Love (Mondial Nr. 20.012, 1968)
- Sentimental John / Ich liebe dich (Polydor Nr. 2.041.229, 1972)
- American Pie, Part 1 / American Pie, Part 2 (Polydor Nr. 2.041.253, 1972)
- Augen zu / Vielen Dank (United Artists Nr. 35.480, 1973)
- Was soll ich tun, mein Freund / Bald kommt die Zeit (United Artists Nr. 35.553, 1973)
- Rock-A-Dee Baby / Hallo, wie geht’s? (United Artists Nr. 35.640, 1974)
- Kaufen Sie Blumen / Welche Farbe hat der Wind? (United Artists Nr. 35.732, 1974)

Langspielplatten
- Reise in eine glückliche Zukunft (United Artists Nr. 296781, 1974)

## Filmografie (Auswahl)
- 1969: Van de Velde: Das Leben zu zweit – Die Sexualität in der Ehe
- 1969: Hürdenlauf
- 1970: Der Hexentöter von Blackmoor (El proceso de las brujas)
- 1970: Liebling, sei nicht albern!
- 1970: Atemlos vor Liebe
- 1971: Das Geheimnis der Cheviot-Bay
- 1971: Junge Leute wollen lieben
- 1971: Urlaubsreport – Worüber Reiseleiter nicht sprechen dürfen
- 1971: X 312 – Flug zur Hölle
- 1972: Jungfrauen-Report
- 1973: Okay S.I.R.: In Bombenform
- 1973: Tatort – Kressin und die zwei Damen aus Jade (Fernseh-Reihe)
- 1974: Ein toter Taucher nimmt kein Gold
- 1984: Deutschlandlied (Liebe: nimmer - nimmermehr)